# Yasuei Yakushiji
Yasuei Yakushiji (jap. 薬師寺 保栄, Yakushiji Yasuei; * 22. Juli 1968 in Tsukumi, Japan) ist ein ehemaliger japanischer Boxer im Bantamgewicht.

## Profikarriere
Im Jahre 1987 begann er erfolgreich seine Profikarriere. Am 23. Dezember 1993 boxte er gegen Byun Jung-il um den Weltmeistertitel des Verbandes WBC und siegte durch geteilte Punktrichterentscheidung. Diesen Titel verteidigte er insgesamt viermal in Folge und verlor ihn Ende Juli 1995 an Wayne McCullough nach Punkten. Nach dieser Niederlage beendete er seine Karriere.